# فاكوندو أوريخا
فاكوندو أوريخا (بالإسبانية: Facundo Oreja)‏ (14 يونيو 1982 بمار دل بلاتا في الأرجنتين - ) هو لاعب كرة قدم أرجنتيني في مركز الدفاع. لعب مع جيمناسيا لابلاتا وفيرو كاريل أويستي ونويفا شيكاجو ونادي أتليتيكو ألدوسيفي.

## وصلات خارجية
- فاكوندو أوريخا على موقع قاعدة بيانات كرة القدم.إي يو (الإنجليزية)
- فاكوندو أوريخا على موقع Soccerway.com (الإنجليزية)